# اتش آر تي اف ون
فريق اتش آر تي اف ون (بالإنجليزية: HRT Formula 1 Team)‏, معروف سابقاً باسم كامبوس ميتا 1 (بالإنجليزية: Campos Meta 1)‏ وأيضاً باسم هيسبانيا ريسنيغ (بالإنجليزية: Hispania Racing)‏, هو فريق فورمولا 1 أسسه سائق الفورمولا 1 السابق أدريان كامبوس. ثم تم بيعه إلى جوزي رومان كارابانت وذلك قبل انطلاقة موسم 2010. ثم أعيد بيعه إلى مجموعة الاستثمار ثيسان كابيتال وذلك في شهر يوليو 2011. ويعتبر الفريق أول فريق فورمولا 1 إسباني الجنسية يشارك في بطولار الفورمولا 1, كان هنالك محاولة سابقة من فريق يدعى «برافو إف1» لكنه فشل حتى في دخول البطولة وذلك لموسم 1993.
في سباق جائزة الصين الكبرى 2010, حقق الفريق رقماً قياسياً لعدد السباقات التي يشارك فيها فريق فورمولا 1 دون تحقيق أي نقطة، وذلك للمشاركة بتسع وثلاثين سباق دون تحقيق أية نقاط جنباً، بالإضافة إلى الفريق يوجد أيضاً فريقا كاترهام وماروسيا لم يحققا أية نقاط منذ انطلاقتهما عام 2010.

## وصلات خارجية
- Official website